# 門羅城 (伊利諾伊州)
門羅城（英語：Monroe City）是位於美國伊利諾伊州門羅縣的一個非建制地區。該地的面積和人口皆未知。

## 地理
門羅城的座標為38°15′21″N 90°15′57″W / 38.25583°N 90.26583°W，而該地的平均海拔高度為137米（即449英尺）。